# Zentai Tisza-híd
A Zentai Tisza-híd (szerbül Senćanski most na Tisi; cirill írásmóddal: Сенћански мост на Тиси) egy közúti-vasúti híd Szerbia Vajdaság tartományában, amely Zenta mellett köti össze a Tiszától keletre fekvő bánáti régiót a folyótól nyugatra elterülő Bácskával.

## Zentai hidak

### Fahíd
Zenta már a történelmi időkben is jelentős tiszai átkelőhely volt. Az első zentai ideiglenes hidat a törökök építették 1697-ben. Az első állandó folyami átkelőhelyre a 19. század folyamán erősödött meg az igény. A búzatermelő bánáti vidékeknek termékeik piacra juttatása érdekében egyre jobb közlekedési összeköttetésekre volt szükségük. Zenta város tanácsa már az 1850-es évek kezdetétől kezdve folyamatosan tárgyalt az állandó átkelőhely megépítéséről. A híd megvalósulása azonban elhúzódott, végül 1872-ben a város megbízást adott egy fából ácsolt híd felépítésére, kissé délre a mai átkelőhelytől. A Howe-féle faszerkezetű hidat alig egy év alatt építették fel, 1873. november 7-én került sor az átadására. Az úttörő létesítmény kiemelte Zentát a bácskai települések sorából, a város központi szerepkörre tett szert a híd által.
„(A zentai hid-próba.) Zenta város tanácsa két év előtt elhatározta, hogy kereskedelmi viszonyainak könnyítésére hidat építtet a Tiszán, Hoowe amerikai rendszere szerint. Most már elkészült, s Denk miniszterialis mérnök megbizatása szerint Zentán megjelent, és a hidat erő és kitartási tekintetben kipróbálta, s azt az első és második hidoszlop közti ivezetet kivéve, mely a terhek súlya alatt nem egészen egy hüvelyket sülyedett, tökéletesen a czélra megfelelőnek találta. A kipróbáltatás ekként történt: hat hat-ökrös szekér, egyenként 400 darab téglával, hat kocsi pedig egyenként 200 darabbal lőn megrakva, s ivezetenként állíttattak a hidra, ezek egyenként a szekeren 40 mázsa teherre, a kocsik pedig 25 mázsára becsültettek, és igy összesen 390 mázsa. A teher a 200 mázsányi gőzszivattyuval együtt 590 mázsát tett ki a vonó állatokon és a hidra tolakodó néző közönségen kívül. A híd csak valamivel került kevesebbe 300,000 forintnál. E nagy összeg egy városra soknak látszik, de oly városnál, mint Zenta, mely az előhaladás utján áll, nem jöhet számításba, kivált ha meggondoljuk, hogy Zentának 20 ezernyi lakossága — ezek közt 18,000 jó munkás és meglehetősen művelt magyarság van, közös egyetértéssel a nagy eszmék felé tart. A híd nov. 5-én adatott át a forgalomnak.” (Vasárnapi Ujság, 1873. november 16.)
A fából épült híd azonban gyorsan elhasználódott, az építmény lábával 1902. március 18-án egy szegedi hajó ütközött, az elkorhadt szerkezet a folyóba rogyott.

### Az első vashíd
A hídomlást követően nem sokáig maradt Zenta Tisza-híd nélkül. Hamarosan Zsigmondi Béla és Tiszai Géza tervei alapján kezdték el megépíteni a város első vashídját. Az új híd számára két pillért építettek fel a Tisza medrében, amelyeken három alsópályás acél ívhíd nyugodott. Az új hidat 1908-ban helyezték forgalomba. Az első világháború idején az addig tisztán közúti hídra vasúti síneket fektettek. A híd 30 év múltán, 1938. június 9-én került a város kezeléséből az akkor már  jugoszláv állam tulajdonába, ettől kezdve lehetett az átkelőt hídvám megfizetése nélkül használni. A város második hídja alig 33 éves működés után semmisült meg, 1941. április 12-én a kibontakozó német-magyar támadás elől menekülő jugoszláv hadsereg felrobbantotta. Az acélszerkezet leomlásakor megsérültek a pillérek is. Ezeket még a második világháború idején helyreállították, de az híd gyors felépítésére nem volt remény. A hídroncs északi oldalán hozzákezdtek egy pontonhíd felépítéséhez, de ez az átkelőhely sohasem valósult meg.

### A második vashíd

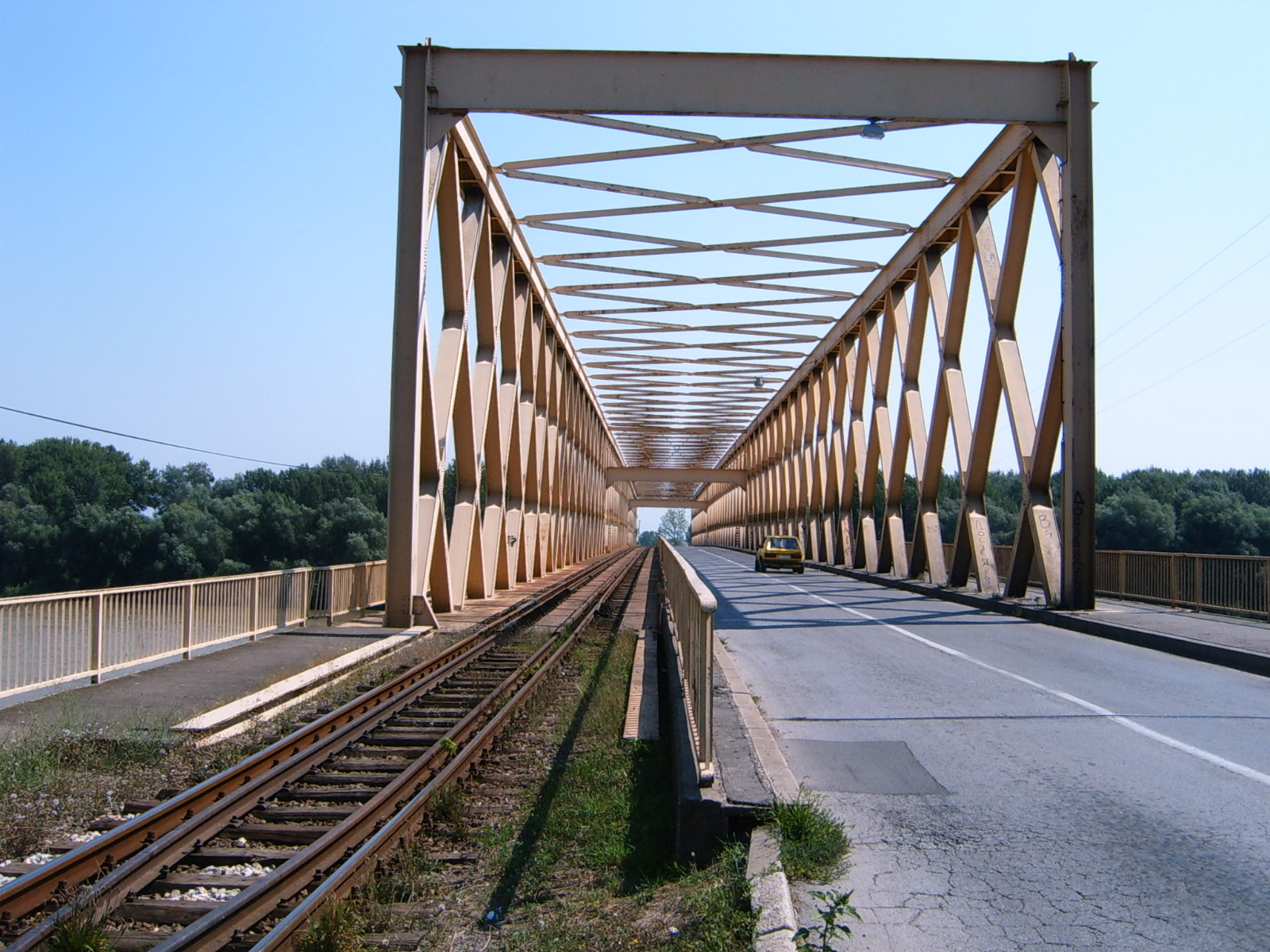
A híd Zenta felől

A háború után csak egy komp járt a két part között. Az 1950-es évek végén a jugoszláv állam a híd újbóli felépítése mellett döntött. Az új hidat kettős, vasúti és közúti funkciók ellátására tervezték. A két forgalmi sáv mellett a híd északi oldalán egy vasúti sín is fut, amely a zentai és a csókai vasútállomást összekötő vasútvonal része. A hídlábakat kissé ki kellett szélesíteni az új felszerkezet számára. Maga az új híd rácsos szerkezetű acélhíd, legnagyobb nyílása 110 méter. A híd megtervezésében sorsdöntő szerepet játszott Gustave Eiffel akinek a nevéhez számos világhírű építmény tartozik. A fémszerkezetet a közép-szerbiai Smederevska Palankán gyártották, megnyitására 1962. november 27-én került sor. Jellegzetes halványsárga színével ma már a zentai Tisza-part elválaszthatatlan része.

## Külső hivatkozások
- A Zentai Történeti Levéltár összeállítása
- Pejin Attila: A Tisza és Zenta
- Balassy Ildikó: Öröm és bánat forrása: a Tisza